# Кривенченко, Иван Павлович
Иван Павлович Кривенченко (21 июня 1912, Чернянка — апрель 1984) — командир Добрушской партизанской бригады имени И. В. Сталина.

## Биография
Родился 21 июня 1912 года в деревне Чернянка (ныне — Белгородская область).
До войны работал бухгалтером. В 1943—1944 годах — участник боевых действий на оккупированной территории, командир Добрушской партизанской бригады имени И. В. Сталина.
Летом 1943 года была создана Добрушская партизанская бригада имени И. В. Сталина под руководством И. П. Кривенченко. Тогда Иван Павлович со своим штабом перешёл в Добрушский район на территорию Каменской лесной дачи. Партизаны вели беспрерывную борьбу с вражескими гарнизонами. На их боевом счету были уничтоженные гарнизоны в деревнях Круговка, Берёзки, Морозовка, Демьянки. В сентябре 1943 года бригада соединилась с наступающими частями Красной Армии.
За мужество и отвагу в боевых операциях награждён орденами и медалями.
После войны свою трудовую биографию связал со строительством в Гомеле и Минске.
И. П. Кривенченко возглавил Гомельский областной строительный трест после освобождения Беларуси от немецко-фашистских захватчиков и руководил им с 1 октября 1944 года по 24 ноября 1945 года. Под его началом велось восстановление разрушенных войной предприятий, организаций, жилых домов.

### Военная биография
В марте 1943 года в составе отряда особого назначения войск НКГБ был направлен в оккупированный Добрушский район (Гомельская область). В сложной обстановке чекисты связались с местными партизанами, объединили их разрозненные группы со своим отрядом. Командовать отрядом поручили Кривенченко.
За короткое время партизаны пустили под откос не один вражеский эшелон. Вскоре партизанский отряд вырос в бригаду, командовать которой стал И. П. Кривенченко. Только за пять месяцев с мая по октябрь 1943 года бригада уничтожила под Добрушем и Гомелем 109 вражеских эшелонов с боевой техникой, боеприпасами, военным имуществом. Были взорваны два бронепоезда, подорвано 13 километров железнодорожных путей, два моста, 205 автомашин и 10 танков. Всего же за время боевых действий бригада под командованием И. П. Кривенченко провела 321 боевую операцию.
Кроме того, под командованием Ивана Павловича партизаны подорвали телефонную станцию, которая связывала ставку Гитлера с войсками центрального участка восточного фронта, два артсклада, два бензохранилища, склад хозкомендатуры и другие вражеские объекты военного назначения. Было разгромлено 8 вражеских гарнизонов на территории района.

В своей книге “Буря гнева” Герой Советского Союза Николай Михайлашев пишет об Иване Павловиче:
“Среднего роста, стройный, подтянутый, Кривенченко обращал на себя внимание подчеркнуто военной выправкой и аккуратностью. Глядя тогда на начальника штаба дзержинцев, никто не мог подумать, что до войны он работал всего лишь бухгалтером в одной из сугубо мирных хозяйственных организаций. Но, как известно, и бухгалтеры бывают разные… Партизаны называли его стариком. И отнюдь не за то, что Иван Павлович выглядел старше других, хотя ему было не больше тридцати лет, а за житейскую мудрость, за трезвый ум, за умение находить выход из, казалось бы, безвыходного положения. Однажды при переходе линии фронта, в апреле сорок второго года, отряду пришлось форсировать реку Судость, по которой еще плыли льдины. Летом эту мелководную речонку можно было перейти запросто, но сейчас в половодье, она вышла из берегов, а вокруг – ни деревни, ни лодок. Вот тут-то перед партизанами и раскрылся характер их “старика”. Он спокойно разделся, связал оружие и одежду в узел и, держа его над головой, зашагал через реку к противоположному берегу, отталкивая свободной рукой наплывающие льдины. За ним пошли все партизаны. И отряд в полном составе закончил переправу… Так же личным примером воодушевлял Кривенченко партизан и во время схваток со врагом. А в свободные минуты любил пошутить, песню затянуть, рассказать веселую историю, поднимавшую настроение партизан”.
За мужество и отвагу, проявленные в период боевых действий в тылу врага, Иван Павлович Кривенченко был награждён орденами Ленина, Красной Звезды, Знаком Почёта, медалями.

## Награды и звания
- Орден Ленина
- Орден Красной Звезды (20.9.1943)
- Орден «Знак Почёта»
- Медаль «Партизану Отечественной войны» I степени (30.10.1943)

## Память
- Именем Героя названа одна из улиц города Добруш (Гомельская область)[3].
- В музее «Гомельпромстроя» экспозиция, посвящённая Герою (документальные экспонаты, связанные с именем отважного комбрига и руководителя)[4].